# Mathilde Becerra
Mathilde Becerra (Tolosa de Llenguadoc, 14 d'agost de 1991) és una esportista francesa d'alt nivell especialitzada en escalada de dificultat.
Mathilde Becerra és originària de Tolosa. Descobrí l'escalada als 13 anys, després d'haver fet diversos anys d'equitació, i començà a competir de seguida. També és diplomada en Enginyeria en eficàcia energètica per l'INSA.
Forma part de l'equip francès d'escalada des d'octubre 2008 i és va coronar campiona de França de dificultat (categoria sènior) el 2016.